# Ambrose Philips

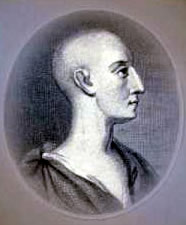
Ambrose Philips

Ambrose Philips (1674 - 18 de junio de 1749) fue un poeta inglés.
Parece que vivió principalmente en Cambridge hasta que dimitió en 1708, y sus pastorales parece que se escribieron en este periodo. Trabajó para el librero Jacob Tonson y sus Pastorales abrieron el sexto volumen de la obra de Tonson Miscellanies (1709), que también incluyeron las pastorales de Alexander Pope.
Philips fue un whig, amigo de Richard Steele y Joseph Addison. En el periódico The Guardian (1713) fue considerado el único sucesor digno de Edmund Spenser. No obstante, hubo una polémica con sus pastorales frente a las de Pope en su intento de actualizar el género. 
Las obras de Philips incluyen un resumen de la obra de John Hacket Life of John Williams (1700); The Thousand and One Days: Persian Tales (1722), del francés François Pétis de la Croix; tres obras de teatro: The Distrest Mother (1712), una adaptación de la Andrómaca de Racine; The Briton (1722); Humphrey, Duke of Gloucester (1723). Muchos de sus poemas, que incluyeron traducciones de Safo, Anacreonte y Píndaro, se publicaron separadamente, y una edición de obras completas apareció en 1748.